# Sommarlek
Sommarlek llamada Juegos de verano en España y Juventud, divino tesoro en Argentina y Uruguay es una película sueca del género del drama filmada en blanco y negro dirigida por Ingmar Bergman sobre su propio guion escrito en colaboración con Herbert Grevenius que se estrenó en Suecia el 1 de octubre de 1951 y que tuvo como protagonistas a Maj-Britt Nilsson, Birger Malmsten, Alf Kjellin, Annalisa Ericson y Georg Funkquist.
Fue la primera película en obtener reconocimiento internacional para Bergman, si bien este se limitó, curiosamente, a Uruguay e inmediatamente a Argentina y Brasil.

## Sinopsis
Historia de una bailarina (Marie) que durante un feliz verano se enamora y vive una ensoñadora historia de amor con un joven (Henrik) pero a quien la muerte accidental de Henrik la sume en una profunda crisis de identidad que, tiempo después, ella misma nos cuenta a la vez que trata de reencontrarse a sí misma.

## Comentario
En este filme se prefiguran los temas que compondrán el Bergman clásico: el miedo a la muerte, la desesperación ante la pérdida de las emociones, la familia como contexto de escasa ayuda sentimental, la permanente búsqueda de la identidad propia o una inevitable angustia ante el poder del destino. Los padres ausentes son una de las características de la familia de los dos protagonistas, acompañados en el caso de Marie por unos tíos frustrados y con un pasado de adulterio, además de flirtear (él) con la propia Marie; y en el caso de Henrik, por una vieja tía enferma que no quiere a su sobrino y que significa más una carga que una ayuda.
Tres escenas son especialmente destacables. La primera es el accidente de Henrik, un salto al mar desde las rocas; con las risas de Marie en off se lo ve lanzarse en un salto que sigue Marie con la mirada mientras el espectador, gracias a un breve y nervioso movimiento de cámara, ve el rostro de la chica, horrorizado por la caída de su novio; así reflejó Bergman la evanescencia de la felicidad y la fugacidad de la vida, ya que torna la sonrisa en tragedia en un solo instante. La segunda escena, ya cerca del final, muestra a Marie interrogándose ante el espejo sobre su propia identidad, en medio de una magnífica metáfora en la que el maquillaje que la convierte en su personaje durante la danza se interpone entre el espejo y su rostro; momento en que entra en el camerino el mago Coppelius (Stig Olin) quien le dice a Marie las palabras que definen esa angustia sobre la propia personalidad que atraviesa toda la obra del director: "No te atreves a quitarte el maquillaje ni a estar maquillada. No te atreves a quedarte ni a marcharte. Uno ve su vida con claridad una sola vez. Los muros que has construido a tu alrededor se derrumban. Te quedas desnudo y helado. Te ves a ti mismo por primera vez. No te atreves ni a vivir ni a morir". Finalmente, la tercera escena, que es el final del filme: la actual pareja de Marie está entre bambalinas para verla interpretar su ballet e intentar reconciliarse con ella tras su última pelea; Marie, acude a rescatarle justo cuando los funcionarios del teatro están a punto de echarle (el destino, que esta vez sonríe); entonces, la cámara muestra solamente los pies de ambos personajes y cómo él da un paso al frente (se decide, por fin, a comprometerse), ella se inclina sobre sus pies como lo hacen las bailarinas (supera su depresión), le da un beso fuera de campo y, sin cortes, sus pasos se dirigen hacia el escenario como señal de que ha encontrado ya la manera de compatibilizar su pasión por el ballet (su vida profesional) con su amor (su vida personal), algo que no supo definir en el caso de la relación con Henrik; ese plano se une por encadenado con las escenas más alegres del ballet de Chaikovski.

## Reparto
- Maj-Britt Nilsson	... 	Marie
- Birger Malmsten	... 	Henrik
- Alf Kjellin	 ... 	David Nyström
- Annalisa Ericson	... 	Kaj, bailarina de ballet
- Georg Funkquist	... 	Tío Erland
- Stig Olin	 ... 	Director del ballet
- Mimi Pollak	 ... 	Sra. Calwagen, la tía de Henrik
- Renée Björling	 ... 	Tía Elisabeth
- Gunnar Olsson	 ... 	El cura
- Emmy Albiin	 ... 	El viejo fiel servidor de tío Erland
- Gerd Andersson	 ... 	Bailarín de ballet
- John Botvid	 ... 	Portero en el Karl
- Ernst Brunman	 ... 	El capitán
- Julia Cæsar	 ... 	Maja
- Eskil Eckert-Lundin	... 	Orquestador en el teatro
- Carl-Axel Elfving	... 	El hombre que entrega flores a Marie
- Douglas Håge	 ... 	Nisse
- Torsten Lilliecrona	... 	Ljus-Pelle
- Sten Mattsson	 ... 	Marinero en el barco
- Olav Riégo	 ... 	El médico
- Monique Roeger	 ... 	Bailarina de ballet
- Marianne Schüler	... 	Bailarina de ballet
- Gun Skoogberg	 ... 	Suplente
- Göte Stergel	 ... 	Bailarín de ballet
- Carl Ström	 ... 	Sandell
- Gösta Ström	 ... 	Karlsson, en el teatro
- Fylgia Zadig	 ... 	Enfermera